# Nicolaus Pauli Brunskogius
Nicolaus Pauli Brunskogius, född 1615, död 1677 i Brunskogs församling, Värmlands län, var en svensk präst.

## Biografi
Nicolaus Pauli Brunskogius föddes 1615. Han var son till kyrkoherden Paulus Nicolai Wermius. Brunskogius studerade i Skara och blev 1635 student vid Uppsala universitet. Han prästvigdes och blev 1640 komminister i Brunskogs församling. Vid prästmötet 1660 var han orator och vid prästmötet 1662 var han predikant. Brunskogius blev 9 mars 1668 kyrkoherde i Brunskogs församling, tillträde 1 november samma år. Han avled 1677 i Brunskogs församling.

### Familj
Brunskogius gifte sig första gången med Brigitta Brunia. Hon var dotter till kyrkoherden Christopher Svenonis Brunius i Kils församling.
Brunskogius gifte sig andra gången med Margareta Wibelia. Hon var dotter till kyrkoherden Sveno Andreæ Wibelius i Brunskogs församling. De fick tillsammans sonen stadssekreteraren Christoffer Brunell i Stockholm. Barnen tog efternamnet Brunell.